# Eremothecium
Eremothecium — рід грибів родини Eremotheciaceae. Назва вперше опублікована 1888 року.

## Класифікація
До роду Eremothecium відносять 5 видів:
- Eremothecium ashbyi
- Eremothecium coryli
- Eremothecium cymbalariae
- Eremothecium gossypii
- Eremothecium sinecaudum